# My Larsen
My Hollinger Larsen (Gentofte, 9 de febrero de 1999) es una deportista danesa que compite en curling. Ganó una medalla de oro en el Campeonato Europeo de Curling Femenino de 2022.

## Palmarés internacional
| Campeonato Europeo | Campeonato Europeo | Campeonato Europeo | Campeonato Europeo |
| Año                | Lugar              | Medalla            | Prueba             |
| ------------------ | ------------------ | ------------------ | ------------------ |
| 2022               | Östersund (Suecia) | Medalla de oro     | Equipo             |